# Acanthodactylus yemenicus
Acanthodactylus yemenicus là một loài thằn lằn trong họ Lacertidae. Loài này được Salvador mô tả khoa học đầu tiên năm 1982.